# Reprezentacja Ukrainy na Mistrzostwach Świata w Wioślarstwie 2009
Reprezentacja Ukrainy na Mistrzostwach Świata w Wioślarstwie 2009 liczyła 32 sportowców. Najlepszym wynikiem było 1. miejsce w czwórce podwójnej kobiet.

## Medale

### Złote medale
czwórka podwójna (W4x): Switłana Spiriuchowa, Tetiana Kolesnikowa, Anastasija Kożenkowa, Jana Dementiewa

### Srebrne medale
Brak

### Brązowe medale
Brak

## Wyniki

### Konkurencje mężczyzn
- jedynka (M1x): Serhij Hryń – 17. miejsce
- jedynka wagi lekkiej (LM1x): Ołeksandr Serdiuk – 20. miejsce
- dwójka podwójna (M2x): Artem Morozow, Witalij Krywenko – 9. miejsce
- dwójka ze sternikiem (M2+): Iwan Bałandin, Ołeh Łykow, Ołeksandr Konowaluk – 9. miejsce
- czwórka bez sternika (M4-): Andrij Kozyr, Andrij Iwanczuk, Iwan Tymko, Artem Moroz – 14. miejsce
- czwórka podwójna (M4x): Wiktor Hrebennykow, Wołodymyr Pawłowśkyj, Kostiantyn Zajcew, Hennadij Zacharczenko – 8. miejsce
- ósemka (M8+): Andrij Pryweda, Serhij Bazylew, Anton Cholaznykow, Wałentyn Kłećkoj, Andrij Jakymczuk, Dmytro Prokopenko, Andrij Szpak, Serhij Czykanow, Ołeksandr Konowaluk – 8. miejsce

### Konkurencje kobiet
- jedynka (W1x): Kateryna Tarasenko – 16. miejsce
- dwójka bez sternika (W2-): Tetiana Stekolszczykowa, Wiktorija Wychrist – 13. miejsce
- dwójka podwójna (W2x): Natalija Ryżkowa, Natalija Lalczuk – 11. miejsce
- czwórka podwójna (W4x): Switłana Spiriuchowa, Tetiana Kolesnikowa, Anastasija Kożenkowa, Jana Dementiewa – 1. miejsce